# Corvus moneduloides
El cuervo de Nueva Caledonia  (Corvus moneduloides) es una especie de ave paseriforme de la familia de los córvidos (Corvidae) y miembro del género Corvus.
Es endémica de Nueva Caledonia y ha sido introducida en las islas de la Lealtad. Habita en los bosques aunque se la puede ver en zonas más abiertas.
Es omnívoro y habitualmente se alimenta en parejas o en pequeños grupos familiares, pero se han visto bandadas de hasta treinta individuos. Sus métodos para proveerse de comida son únicos entre las aves y se encuentran solo en el hombre y algunos de sus parientes cercanos. Es capaz de crear y modificar pequeñas herramientas que usa para extraer su alimento de agujeros y grietas.

## Uso y Fabricación de Herramientas
En su hábitat natural, estos cuervos crean herramientas a partir de ramas y tallos, que utilizan para alcanzar insectos y larvas escondidos en pequeños agujeros. También han demostrado la capacidad de fabricar ganchos a partir de maleza, leña, vid y helechos. Esta es la única especie donde se ha observado la fabricación de ganchos además de en el ser humano.
El Cuervo de Nueva Caledonia es la única especie no primate donde se observa un desarrollo cultural en cuanto a la fabricación de herramientas. Esto quiere decir que la especie añade innovaciones a herramientas existentes y comparte el conocimiento con otros grupos culturales, tal y como observó Gavin R. Hunt y sus colaboradores en la Universidad de Auckland.
Esta especie de cuervo también es capaz de crear herramientas a partir de materiales que no existen en la naturaleza y con los que no ha tenido contacto en toda su vida. Tal y como demostraron los cuervos “Betty” y “Abel” de la Universidad de Oxford, que utilizaron espontáneamente alambre para crear pinchos y ganchos con los que alcanzar premios en forma de comida. La única otra especie que ha demostrado esta habilidad para utilizar materiales artificiales es el humano, y chimpancés sometidos a experimentos similares demostraron grandes dificultades para superar las pruebas.
La interacción con actividad humana también ha sido documentada. Los cuervos dejaron nueces en carreteras con abundante tráfico y esperaron a que los coches pasaran por encima para romper la dura cáscara.
Aunque otros animales, como los primates, han mostrado la capacidad de utilizar herramientas para alcanzar comida, experimentos de 2009 demuestran que los cuervos de Nueva Caledonia también son capaces de utilizar herramientas no solo para obtener comida, sino para conseguir herramientas más eficientes, rivalizando con las mejores ejecuciones vistas en primates.
En un experimento creado por la Universidad de Auckland, al cuervo se le presentaba un pequeño palo y una caja que contenía comida la cual era inalcanzable con dicha herramienta. Otra caja de cristal con un mecanismo de seguridad, contenía un palo más largo adecuado para alcanzar la comida. El cuervo utilizó el palo de pequeño tamaño para desactivar un mecanismo y conseguir el palo más largo, con el que pudo alcanzar la comida. Este complejo comportamiento que demuestra la capacidad para entender que las herramientas sirven para obtener herramientas más eficientes y no solo comida, es extremadamente inusual y solo ha sido observado en algunos primates.
Otras investigaciones demuestran que los cuervos utilizan distintas herramientas para examinar objetos potencialmente peligrosos sin tocarlos.

## Uso de Espejos
Algunos cuervos en cautividad han demostrado la capacidad de utilizar espejos para observar objetos que se encontraban fuera de su campo de visión normal. Los pájaros no parecieron reconocerse en el espejo la primera vez, pero sí posteriormente. Es posible que esto se deba a que era la primera vez en sus vidas que se encontraban con un espejo.